# 9757 Феліксдеягер
9757 Феліксдеягер (9757 Felixdejager) — астероїд головного поясу, відкритий 8 квітня 1991 року.
Тіссеранів параметр щодо Юпітера — 3,286.